# Allen Park
Allen Park – miasto w Stanach Zjednoczonych, w stanie Michigan, w hrabstwie Wayne.